# Manieristen (Vasenmalerei)

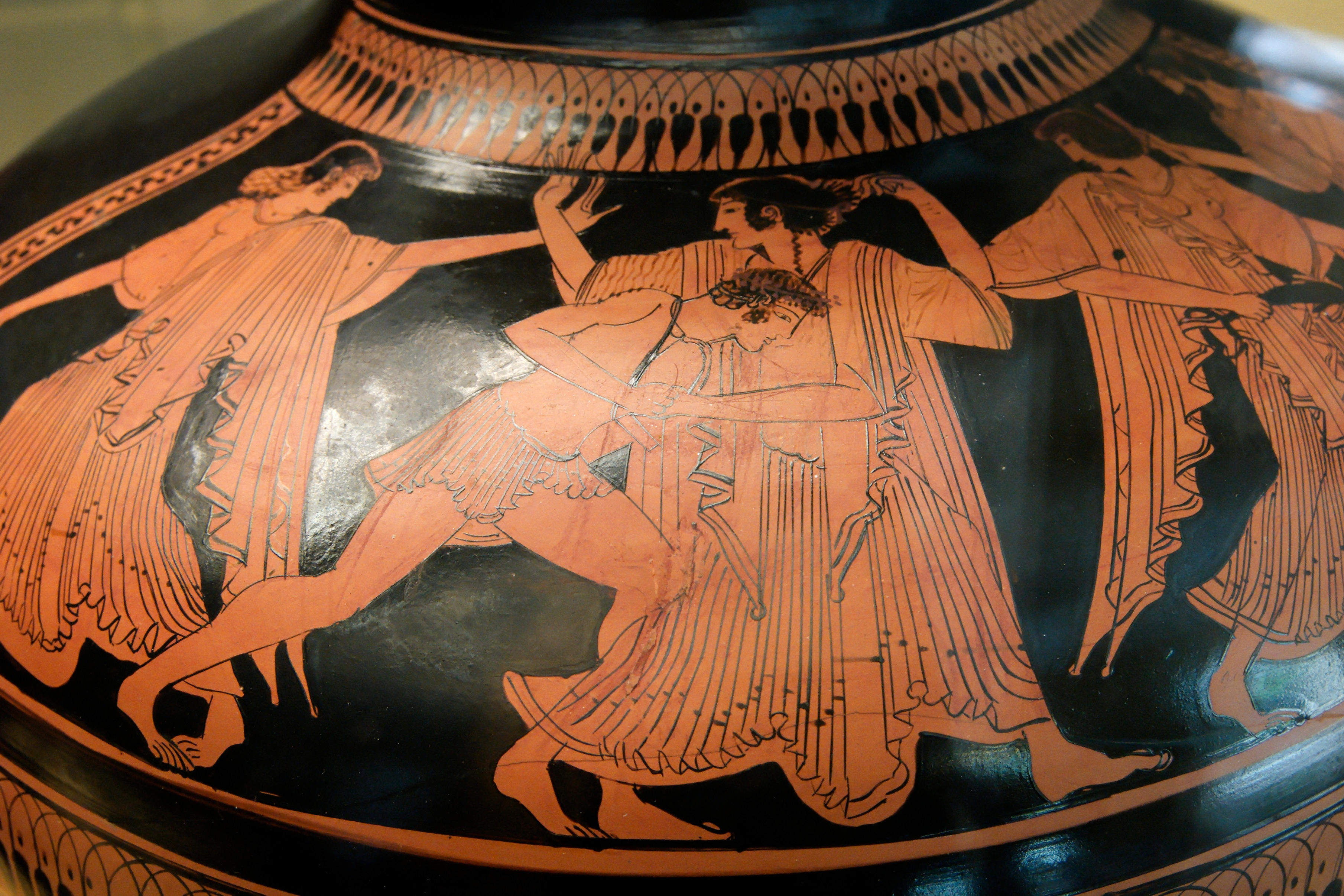
Vergewaltigung der Thetis durch Peleus, Hydria des Schweine-Malers, um 470 v. Chr.

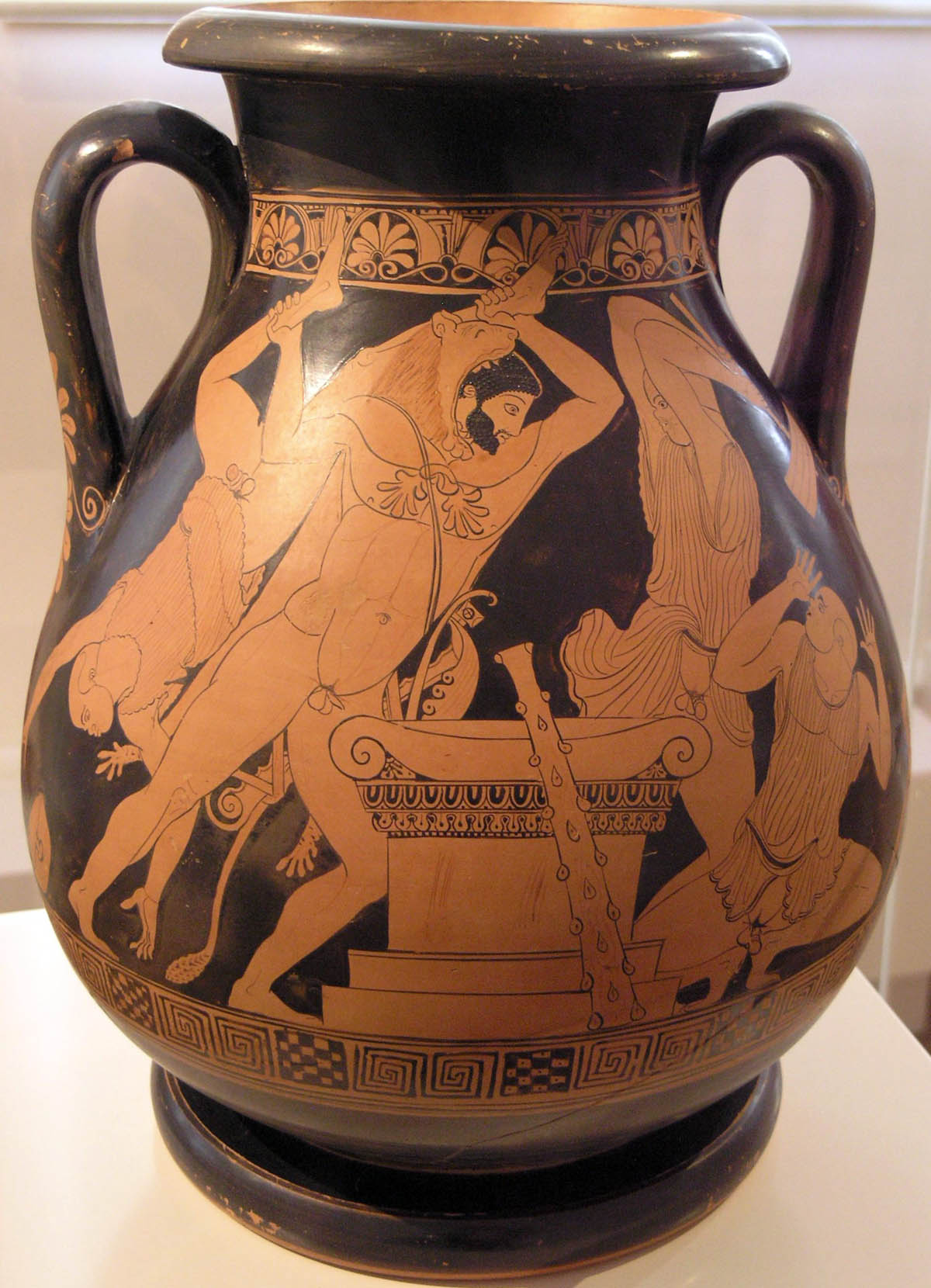
Herakles bekämpft Busiris, Pelike des Pan-Malers, um 470 v. Chr.

Als Manieristen bezeichnet man in der archäologischen Forschung eine große Gruppe von attisch-rotfigurigen Vasenmalern, die man aufgrund ihrer gezierten Malweise zu dieser Gruppe gehörig erkannte.
Die Gruppe der Manieristen bestand aus mehr als 15 Künstlern. Sie bevorzugten als Bildträger Kolonettenkratere, Hydrien und Peliken. Ihre Schaffensperiode wird von 480 v. Chr. bis fast ans Ende des 5. Jahrhunderts v. Chr. angesetzt. Kennzeichnend ist für sie, dass sie Elemente der in dieser Zeit von der rotfigurigen Malerei nahezu verdrängten schwarzfigurigen Vasenmalerei beibehalten haben. Ihr Figuren wirken überlang, haben kleine Köpfe, die Gewandfalten fallen treppenartig starr herab, die Bildrahmen werden mit Ornamenten des schwarzfigurigen Stils verziert. Auch die Motive orientieren sich an älteren Bildthemen. So werden etwa Achill und Ajax beim Brettspiel gezeigt, ein beliebtes Motiv der schwarzfigurigen Zeit, in der etwa der Maler Exekias diese Szene mehrfach zeigte. Die Figuren wirken steif und starr in ihrer Haltung; sie gestikulieren, als würden sie eine Gebärdensprache nutzen; vor allem die Handhaltung wirkt häufig theatralisch. Besonders beliebt sind Komos- und Symposionszenen. In der zweiten Generation der Manieristen waren aufgrund des Einflusses der anderen zeitgenössischen Maler des rotfigurigen Stils vor allem häusliche Szenen beliebt. Manchmal zeigten Manieristen auch seltene Bilder, so den Wahnsinn des Salmoneus, der hier zum einzigen Mal in der Vasenmalerei dargestellt wurde.
Die frühesten Vertreter des Stils in der Zeit zwischen 480 und 450 v. Chr. arbeiteten in der Werkstatt des Töpfers Myson. Bedeutendster Künstler war der Pan-Maler. Hinzu kommen der Schweine-Maler, der Leningrad-Maler und der Agrigent-Maler. Die mittlere Phase, etwa 450 bis 425 v. Chr., wird durch Künstler aus der sieben Maler umfassenden Nausikaa-Hephaistos-Gruppe geprägt. Führende Künstler waren die beiden Maler, die der Gruppe den Namen gaben: der Nausikaa-Maler und der Hephaistos-Maler. Die letzten bedeutenden Künstler am Ende der Stilrichtung gegen Ende des 5. Jahrhunderts sind der Akademie-Maler und der Maler von Athen 1183.